# Estrutura de Herbrand
Em matemática, para uma linguagem {\displaystyle {\mathcal {L}}}, define o Universo de Herbrand para o conjunto de condições básicas de {\displaystyle {\mathcal {L}}}.
Uma estrutura {\displaystyle {\mathfrak {M}}} de {\displaystyle {\mathcal {L}}} é a Estrutura de Herbrand se o domínio de {\displaystyle {\mathfrak {M}}} é o universo de Herbrand de {\displaystyle {\mathcal {L}}} e a interpretação de {\displaystyle {\mathfrak {M}}} é a Interpretação de Herbrand. Isso corrige o domínio de {\displaystyle {\mathfrak {M}}}, e de modo que cada Estrutura de Herbrand possa ser identificada com sua interpretação.
Um Modelo de Herbrand de uma teoria {\displaystyle T} é a estrutura de Herbrand que é um modelo de {\displaystyle T}.